# Анастазія Кусь
Анастазія Кусь (пол. Anastazja Kuś, 11 травня 2007, Ольштин, Польща) — польська легкоатлетка-спринтерка, учасниця Літніх олімпійських ігор 2024 року. Представниця спортивного клубу «AZS UWM Olsztyn».

## Із життєпису
Неповну середню школу закінчила на відмінно, займалася художньою гімнастикою і тенісом. Батько спортсменки — колишній футболіст збірної Польщі з футболу Марцін Кусь, мати Аліція 14 років успішно займалася парними танцями, була спортивною журналісткою. В дитинстві Анастазія 5 років прожила з родиною в Стамбулі, де грав її батько. У 2024 році розпочала навчання в старших класах середньої школи за індивідуальною програмою.

## Спортивні досягнення
У 2023 році підопічна тренерки Броніслави Людвиховської здобула золоту медаль на Літньому олімпійському молодіжному європейському фестивалі 2023 року в бігу на 400 метрів у словенському Мариборі, показавши результат 53,23 сек.
На юнацькому чемпіонаті Європи 2024 року у Банській Бистриці виграла золоту медаль в бігу на 400 м з часом 51,89 с, що стало особистим рекордом спринтерки. Також на тих змаганнях Кусь посіла друге місце у шведській естафеті. У тому ж році в Торуні стала чемпіонкою Польщі серед дорослих у змішаній естафеті 4 × 100 метрів у залі.
В березні 2025 року встановила рекорд збірної Польщі з легкої атлетики як наймолодша учасниця — вийшла на старт забігу в естафеті 4 × 400 на чемпіонаті світу в Нанкіні у віці 17 років 317 днів.